# Камшибаев, Даурен Ерболулы
Даурен Ерболулы Камшибаев (каз. Дәурен Ерболұлы Қамшыбаев; род. 2 июня 1987, Джамбул, Казахская ССР, СССР) — казахстанский режиссёр, сценарист и креативный продюсер. Основатель киношколы Almaty Cinema School.

## Биография
Учился в школе № 40 и окончил школу № 3 в городе Тараз. Сразу после окончания обучения улетел в США с целью изучения языка и исследования культуры. Там впервые попал на съёмочную площадку дебютного фильма Филипа Сеймура Хоффмана «Джек отправляется в плаванье» (2010), где сыграл эпизодическую роль продавца в магазине, а затем продолжил участие в съёмках в качестве доставщика пиццы для съёмочной команды. По рекомендации режиссёра переехал в Лос-Анджелес, где углубился в изучение кинопроизводства. Впоследствии Даурен Камшибаев прошёл все роли на киноплощадке от грузчика до режиссёра и продюсера, после чего попал в Писательскую программу Калифорнийского университета. Во время обучения его куратором была Ким Кризан, американская писательница и сценаристка.
В 2015 году вернулся в Казахстан с целью использовать полученные знания для развития кинопроизводства на родине. В том же году начал работать над открытием бесплатной киношколы в Таразе — Taraz Film School. Школа действовала четыре года. После закрытия Taraz Film School Даурен переехал в Алмату, где открыл уже новую школу с большим количеством направлений — Almaty Cinema School.
С учениками Taraz Film School Даурен Камшибаев снял свою дебютную картину «Зере» (2022), получившую номинации и награды на международных и республиканских кинофестивалях.

## Taraz Film School
Школа была основана в 2017 году совместно с «Областным центром кино» и являлась полностью бесплатной. За время существования школы прошло три потока обучения по направлениям «Кинопроизводство» и «Актёрское мастерство». В качестве преподавателей были приглашены успешные режиссёры, сценаристы, актёры, операторы и другие действующие лица казахстанского кинематографа. Также лекции давали иностранные деятели искусств, с которыми Даурен Камшибаев познакомился во время пребывания в США. Одной из приглашённых звёзд была приехавшая на мастер-класс в Тараз Дженифер Арнольд, американская сценаристка, режиссёр и кинопродюсер.
Целью киношколы являлось обучение нового поколения молодых кинопроизводителей основам создания полноценных фильмов для дальнейшего сотрудничества в работе над крупными проектами.
В 2022 году на экраны вышла кинокартина «Зере», где большую часть съёмочной команды составляли выпускники Taraz Film School. Съёмки проходили на острове Тайсойган (каз. Тайсойған). После съёмок молодые кинопроизводители продолжили свою карьеру на съёмочных площадках казахстанских проектов.

## Almaty Cinema School
Школа в Алмате была открыта в 2022 году с целью продолжить обучать новое поколение кинопроизводителей в более крупных масштабах. Упор программы идёт на еженедельную практику, а также на взаимодействие учеников различных департаментов. Причиной данного построения учебного процесса являлось желание Даурена Камшибаева научить студентов работе в условиях, максимально приближенных к реалиям съёмочных площадок. Школа начала свою деятельность с открытия нескольких факультетов:
- Кинопроизводство
- Сценарное мастерство
- Операторское мастерство (на русском языке)
- Операторское мастерство (на казахском языке)
- Актёрское мастерство

В год открытия гостями киношколы стали: Памела Рибон, голливудская сценаристка, написавшая сценарий к мультфильму «Моана», номинантка на премию Оскар. Шао Лонг, голливудский оператор, снимавший клипы для Билли Айлиш, Уикенда, Кендрика Ламара и других.
Ученики киношколы начинают свою стажировку на крупных съёмочных площадках с первого месяца обучения. Одним из первых подобных проектов стали съёмки кинокартины «Капитан Байтасов», где режиссёром выступил сам Даурен Камшибаев.
В данный момент идет активная работа над созданием киновселенной Jyndy (каз. жынды; «сумасшедший»), где так же участвуют студенты киношколы.

## Фильмография

### Режиссёр
- Mangiliq (2015)
- Зере (2022)
- Aool House. Однажды в ауле (2022)
- Капитан Байтасов (2025)[7]

### Сценарист
- Капитан Байтасов (2025)

### Шоураннер
- Jyndy

## Награды
- Победитель кинофестиваля Astana Action Film Festival Тимура Бекмамбетова, 2012.
- Лауреат международного фестиваля TFF (Trinity Film Festival), 2015.
- Участник секции короткометражного кино Каннского Кинофестиваля, 2016.
- «Зере» — номинант международного кинофестиваля Mostra в Сан-Паулу (Бразилия), 2022.
- «Зере» — лауреат международного кинофестиваля «Листопад» в Беларуси, 2022.
- «Зере» — лауреат международного кинофестиваля «Киношок» в России, 2022.
- «Зере» — лауреат республиканского кинофестиваля «Евразия» в Казахстане.